# 第60屆威尼斯影展
第60屆威尼斯影展（義大利語：60ª Mostra internazionale d'arte cinematografica di Venezia），於2003年8月27日至9月6日於義大利威尼斯舉辦，評審團主席則由義大利導演馬里奧·莫尼切利擔任。

## 評審團
- 馬里奧·莫尼切利：導演、編劇、演員。（評審團主席）
- 史帝芬諾·阿科希（義大利語：Stefano Accorsi）：演員。
- 麥可·巴霍斯（德语：Michael Ballhaus）：攝影師。
- 許鞍華：導演。
- 皮埃爾·祖利維：導演、演員。
- 蒙地·蒙果梅利（英语：Monty Montgomery (producer)）：製片、導演、演員。
- 雅遜塔·瑟納（西班牙语：Assumpta Serna）：演員。

## 正式單元

### 競賽單元
| 片名           | 原文片名            | 導演                     | 出品國                      |
| -------------- | ------------------- | ------------------------ | --------------------------- |
| 《靈魂的重量》 | 21 Grams            | 阿利安卓·崗札雷·伊納利圖 | 美国                        |
| 《阿麗拉》     | עלילה               | 阿莫斯·吉泰              | 以色列、 法國               |
| 《偷情男女》   | 바람난 가족         | 林常樹                   |                             |
| 《不散》       | 《不散》            | 蔡明亮                   | 臺灣                        |
| 《再見長夜》   | Buongiorno, notte   | 馬可·貝羅奇奧            | 義大利                      |
| 《風箏》       | طيّارة من ورق        | 蘭達·恰哈·薩巴格         | 黎巴嫩、 法國               |
| 《代碼46》     | Code 46             | 麥克·溫特伯頓            | 英国                        |
| 《救援風暴》   | Imagining Argentina | 克里斯多夫·漢普頓        | 西班牙、 英国、 美国        |
| 《戀之風景》   | 《戀之風景》        | 黎妙雪                   | 中國香港、 法國             |
| 《奇蹟》       | Il miracolo         | 厄多阿多·溫斯皮爾        | 義大利                      |
| 《情慾印象》   | Pornografia         | 揚·賈克布·柯爾斯基       | 波蘭、 法國                 |
| 《拉雅》       | Raja                | 賈克·杜瓦雍              | 法國、 摩洛哥               |
| 《玫瑰圍牆》   | Rosenstraße         | 瑪格麗特·馮·卓塔         | 德国、 荷蘭                 |
| 《秘密檔案》   | Segreti di Stato    | 保羅·本威努迪            | 義大利                      |
| 《情感》       | Les Sentiments      | 諾艾米·勞佛斯基          | 法國                        |
| 《情深一瞥》   | Sjaj u očima        | 賽吉·卡拉諾維奇          | 塞爾維亞與蒙特內哥羅、 英国 |
| 《情色沙漠》   | Twentynine Palms    | 布魯諾·杜蒙              | 法國、 德国、 美国          |
| 《照片會說話》 | Um Filme Falado     | 曼諾·迪·奧利維拉         | 葡萄牙                      |
| 《歸鄉》       | Возвращение         | 安德烈·薩金塞夫          | 俄羅斯                      |
| 《座頭市》     | 座頭市              | 北野武                   | 日本                        |

## 得獎名單

### 正式競賽單元
- 金獅獎：《歸鄉》 - 安德烈·薩金塞夫
- 評審團特別獎：《風箏（法语：Le Cerf-volant (film)）》 - 蘭達·恰哈·薩巴格（英语：Randa Chahal Sabag）
- 最佳導演銀獅獎：北野武 - 《座頭市》
- 最佳男演員獎：西恩·潘 - 《靈魂的重量》
- 最佳女演員獎：卡嘉·瑞曼 - 《玫瑰圍牆》
- 傑出藝術貢獻獎（劇本）：馬可·貝羅奇奧 - 《再見長夜（義大利語：Buongiorno, notte）》
- 馬切洛·馬斯楚安尼獎：娜嘉·班沙朗 - 《拉雅》

### 會外獎項
- 費比西國際影評人獎：《不散》  - 蔡明亮